# Большая Горка (Нюксенский район)
Большая Горка — деревня в Нюксенском районе Вологодской области.
Входит в состав Городищенского сельского поселения (с 1 января 2006 года по 8 апреля 2009 года входила в Брусноволовское сельское поселение), с точки зрения административно-территориального деления — в Брусноволовский сельсовет.
Расстояние до районного центра Нюксеницы по автодороге — 58 км, до центра муниципального образования Городищны по прямой — 16 км. Ближайшие населённые пункты — Суровцево, Брусноволовский Погост, Слекишино, Малая Горка, Костинская, Низовки.
По переписи 2002 года население — 19 человек.